# 柴灣（東）巴士總站

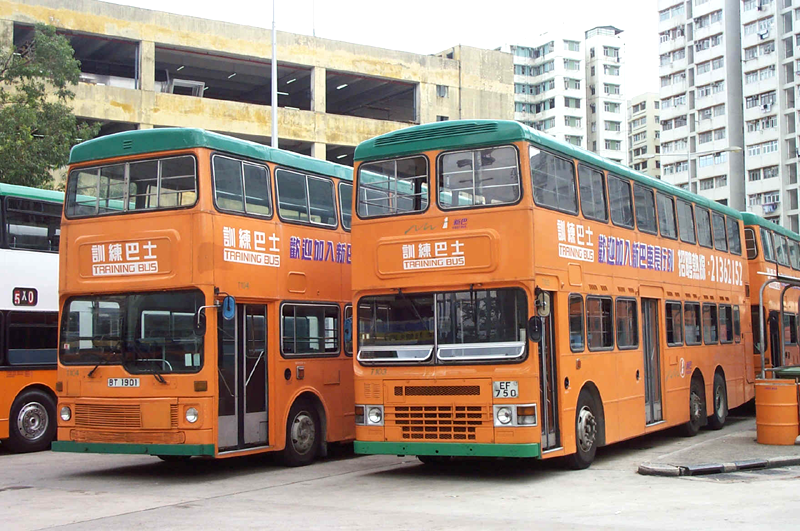
停泊在總站的新巴訓練巴士車隊

柴灣（東）巴士總站是一個位於香港東區柴灣安業街新藝工業大廈側，鄰近中巴車廠，但已經拆卸，現時有8條巴士路線以此為總站。配合前中巴柴灣車廠重建發展，於2022年11月5日臨時遷移至位於安業街前中巴車廠入口位置。
值得一提的是，以此站為總站而不經小西灣的路線，巴士往此站方向的電牌會顯示為柴灣；以此站為總站而經小西灣的路線，巴士往此站方向的電牌則顯示為小西灣。

## 總站路線資料（巴士）

### 過海隧道巴士682、682A、682B、682P線
682
- 柴灣（東） ↔ 馬鞍山（烏溪沙站）
- 馬鞍山（利安邨） → 柴灣（東）（平日上午繁忙時間班次）

於2000年3月31日投入服務，由城巴營運，途經馬鞍山市中心、大水坑、亞公角、石門、沙田第一城、大老山隧道、觀塘繞道、東區海底隧道、北角、鰂魚涌、太古城、西灣河、筲箕灣、柴灣及小西灣。
682A
- 馬鞍山市中心 → 柴灣（東）（上午班次）
柴灣（東） → 泥涌（下午班次）

於2013年11月11日投入服務，途經十四鄉（回程）、頌安邨、欣安邨、錦泰苑、富安花園、大老山隧道、東區海底隧道、北角、鰂魚涌、太古城、西灣河、筲箕灣及柴灣。
682B
- 水泉澳邨 ↔ 柴灣（東）

於2013年1月20日投入服務，途經沙田圍、沙田第一城、愉翠苑、廣源邨、大老山隧道、觀塘繞道、東區海底隧道、北角、鰂魚涌、太古城、西灣河、筲箕灣及柴灣。
682P
- 烏溪沙站 → 柴灣（東）

於2003年12月1日投入服務，此線與682線不同的是不經大水坑、亞公角、石門、沙田第一城及小瀝源，能夠為馬鞍山市中心一帶提供更快捷的過海隧道巴士服務，只於平日上午繁忙時間提供服務。

### 過海隧道巴士988線
- 泥涌 ↔ 柴灣（東）

於2021年5月10日投入服務，前身為682X，途經落禾沙、烏溪沙、利安邨、馬鞍山市中心、青沙公路、西區海底隧道、中環灣仔繞道、北角、鰂魚涌、太古城、西灣河、筲箕灣及柴灣，只於平日繁忙時間提供服務。

### 城巴780線
- 柴灣（東） ↔ 中環碼頭

於1984年6月8日投入服務，1994年6月19日提升至每天全日服務，途經漁灣邨、興華邨、山翠苑、東區走廊、灣仔、金鐘、中環及上環。

## 車坑分佈
| 車坑分佈（以入口最左邊起計） | 車坑分佈（以入口最左邊起計） | 車坑分佈（以入口最左邊起計） |
| 車坑編號                     | 車坑數目                     | 路線                         |
| ---------------------------- | ---------------------------- | ---------------------------- |
| 1                            | 雙坑                         | 過海隧道巴士682線            |
| 2                            | 單坑                         | 過海隧道巴士682B線           |
| 3                            | 單坑                         | 過海隧道巴士682A、988線      |
| 4                            | 單坑                         | 城巴18R、780線               |

## 外部連結
- 柴灣（東）巴士總站，城巴